# Xyrichtys sanctaehelenae
Xyrichtys sanctaehelenae е вид бодлоперка от семейство Labridae. Видът не е застрашен от изчезване.

## Разпространение и местообитание
Разпространен е в Асенсион и Тристан да Куня, Остров Света Елена и Сао Томе и Принсипи (Сао Томе).
Обитава пясъчните дъна на морета, заливи и рифове. Среща се на дълбочина от 17 до 30 m.

## Описание
На дължина достигат до 23,3 cm.